# Gai Claudi (seguidor de Publi Clodi)
Gai Claudi (en llatí Caius Claudius) era probablement el descendent d'un llibert de la gens Clàudia que va seguir a Publi Clodi Pulcre. L'acompanyava al darrer dia al viatge a Arícia quan el seu cap va ser mort pels homes de Miló.